# Мужская сборная Югославии по баскетболу
Мужская сборная Югославии по баскетболу представляла единое государство Югославия в международных матчах. Команда стала членом ФИБА в 1936 году и представляла последовательно Королевство Югославия (1936—1941), Федеративную Народную Республику Югославия (ФНРЮ, 1946—1963) и Социалистическую Федеративную Республику Югославия (СФРЮ, 1963—1992) вплоть до её распада на несколько независимых государств. Правопреемником единой сборной считается команда, с 1994 года представлявшая Союзную Республику Югославия, в последние годы существования носившая название сборной Сербии и Черногории.

## Выступления на Олимпийских играх
| Год  | Позиция | Турнир                                     | Место проведения |
| ---- | ------- | ------------------------------------------ | ---------------- |
| 1960 | 6       | Баскетбол на летних Олимпийских играх 1960 | Рим              |
| 1964 | 7       | Баскетбол на летних Олимпийских играх 1964 | Токио            |
| 1968 | 2       | Баскетбол на летних Олимпийских играх 1968 | Мехико           |
| 1972 | 5       | Баскетбол на летних Олимпийских играх 1972 | Мюнхен           |
| 1976 | 2       | Баскетбол на летних Олимпийских играх 1976 | Монреаль         |
| 1980 | 1       | Баскетбол на летних Олимпийских играх 1980 | Москва           |
| 1984 | 3       | Баскетбол на летних Олимпийских играх 1984 | Лос-Анджелес     |
| 1988 | 2       | Баскетбол на летних Олимпийских играх 1988 | Сеул             |

## Выступления на Чемпионатах мира
| Год  | Позиция | Турнир                            | Место проведения |
| ---- | ------- | --------------------------------- | ---------------- |
| 1950 | 10      | Чемпионат мира по баскетболу 1950 | Аргентина        |
| 1954 | 11      | Чемпионат мира по баскетболу 1954 | Бразилия         |
| 1963 | 2       | Чемпионат мира по баскетболу 1963 | Бразилия         |
| 1967 | 2       | Чемпионат мира по баскетболу 1967 | Уругвай          |
| 1970 | 1       | Чемпионат мира по баскетболу 1970 | Югославия        |
| 1974 | 2       | Чемпионат мира по баскетболу 1974 | Пуэрто-Рико      |
| 1978 | 1       | Чемпионат мира по баскетболу 1978 | Филиппины        |
| 1982 | 3       | Чемпионат мира по баскетболу 1982 | Колумбия         |
| 1986 | 3       | Чемпионат мира по баскетболу 1986 | Испания          |
| 1990 | 1       | Чемпионат мира по баскетболу 1990 | Аргентина        |

## Выступления на Чемпионатах Европы
| Год  | Позиция | Турнир                              | Место проведения |
| ---- | ------- | ----------------------------------- | ---------------- |
| 1947 | 13      | Чемпионат Европы по баскетболу 1947 | Чехословакия     |
| 1953 | 6       | Чемпионат Европы по баскетболу 1953 | СССР             |
| 1955 | 8       | Чемпионат Европы по баскетболу 1955 | Венгрия          |
| 1957 | 6       | Чемпионат Европы по баскетболу 1957 | Болгария         |
| 1959 | 9       | Чемпионат Европы по баскетболу 1959 | Турция           |
| 1961 | 2       | Чемпионат Европы по баскетболу 1961 | Югославия        |
| 1963 | 3       | Чемпионат Европы по баскетболу 1963 | Польша           |
| 1965 | 2       | Чемпионат Европы по баскетболу 1965 | СССР             |
| 1969 | 2       | Чемпионат Европы по баскетболу 1969 | Италия           |
| 1971 | 2       | Чемпионат Европы по баскетболу 1971 | ФРГ              |
| 1973 | 1       | Чемпионат Европы по баскетболу 1973 | Испания          |
| 1975 | 1       | Чемпионат Европы по баскетболу 1975 | Югославия        |
| 1977 | 1       | Чемпионат Европы по баскетболу 1977 | Бельгия          |
| 1979 | 3       | Чемпионат Европы по баскетболу 1979 | Италия           |
| 1981 | 2       | Чемпионат Европы по баскетболу 1981 | Чехословакия     |
| 1983 | 7       | Чемпионат Европы по баскетболу 1983 | Франция          |
| 1985 | 7       | Чемпионат Европы по баскетболу 1985 | ФРГ              |
| 1987 | 3       | Чемпионат Европы по баскетболу 1987 | Греция           |
| 1989 | 1       | Чемпионат Европы по баскетболу 1989 | Югославия        |
| 1991 | 1       | Чемпионат Европы по баскетболу 1991 | Италия           |